# سولومون ألابي
سولومون ألابي (بالإنجليزية: Solomon Alabi)‏ مواليد 21 مارس 1988 في كادونا، نيجيريا، هو لاعب كرة سلة نيجيري. بدأ مسيرته الاحترافية في سنة 2010. تم اختياره من قبل فريق دالاس مافيريكس خلال الدرافت. يلعب في دوري كرة السلة الياباني للمحترفين كلاعب وسط. يحمل الرقم 21. يبلغ طوله 7 قدم 1 بوصة (2.2 م). لعب مع تورونتو رابتورز وباراكو بول إنرجي.

## إحصائيات المسيرة

### الموسم الاعتيادي
| السنة   | الفريق          | لعب | بدأ | دقيقة | ميداني% | ثلاثية | حرة  | ارتداد | صنع | استلاب | تصدي | نقطة |
| ------- | --------------- | --- | --- | ----- | ------- | ------ | ---- | ------ | --- | ------ | ---- | ---- |
| 2010–11 | تورونتو رابتورز | 12  | 0   | 4.9   | .200    | .000   | .000 | 1.2    | .2  | .2     | .2   | .5   |
| 2011–12 | تورونتو رابتورز | 14  | 0   | 8.7   | .361    | .000   | .875 | 3.4    | .2  | .1     | .6   | 2.4  |
| المسيرة |                 | 26  | 0   | 7.0   | .314    | .000   | .700 | 2.3    | .2  | .2     | .4   | 1.5  |

## روابط خارجية
- سولومون ألابي على موقع الاتحاد الدولي لكرة السلة (الإنجليزية)
- سولومون ألابي على موقع إن بي أي (الإنجليزية)
- سولومون ألابي على موقع سبورتس رفرنس (الإنجليزية)
- سولومون ألابي على موقع كرة السلة الأوروبية.كوم (الإنجليزية)
- سولومون ألابي على موقع إي إس بي إن.كوم (الإنجليزية)
- سولومون ألابي على موقع كلية كرة السلة في سبورتس رفرنس.كوم (الإنجليزية)
- سولومون ألابي على موقع ريلجم (الإنجليزية)
- سولومون ألابي على موقع بروبوليرز (الإنجليزية)
- سولومون ألابي على موقع سبورتس رفرنس (الإنجليزية)
- سولومون ألابي على موقع سبورتس رفرنس (الإنجليزية)